# Кояїма
Кояїма (ісп. Coyaima) — місто й муніципалітет у колумбійському департаменті Толіма.

## Географія
Місто розташовано за 114 км на південь від столиці департаменту, міста Ібаге. Муніципалітет Кояїма межує на півночі з муніципалітетом Сальдана, на сході — з муніципалітетами Пурфікасіон і Прадо, на півдні — з муніципалітетами Натагаїма й Атако, на заході — з муніципалітетами Чапарраль і Ортега.